# Суздальский проспект (Санкт-Петербург)
Су́здальский проспект — проспект в Выборгском и Калининском районах Санкт-Петербурга. Проходит вдоль границы города параллельно Парнасской соединительной ветви Октябрьской железной дороги от Выборгского шоссе до Гражданского проспекта. Получил своё название в память о том, что в прошлом местность в районе нынешних Суздальских озёр населяли выходцы Суздальского уезда. Продолжением Суздальского проспекта в западном направлении является Суздальское шоссе, в восточном — улица Руставели.

## История
15 июля 1974 года новая магистраль, проходящая от улицы Руставели до Выборгского шоссе, была названа Суздальским проспектом (до этого в документации фигурировала как Суздальская улица). Фактически, дорога была построена лишь на участке улица Руставели — проспект Культуры, а на участке проспект Культуры — Выборгское шоссе представляла собой техническую дорогу, вскоре пришедшую в негодность. Кроме того, особенность улично-дорожной сети и городской застройки была такова, что последний участок частично дублировался Придорожной аллеей, по которой подъезжать к домам было гораздо удобнее.
В 2008—2010 годах была произведена реконструкция проспекта: его проезжая часть была расширена с двух до шести полос с локальными расширениями для остановок общественного транспорта и поворачивающих налево, а участок проспект Культуры — Выборгское шоссе фактически построен заново, для разделения встречных потоков был обустроен физический бордюр, на перекрёстках оборудованы светофорные посты.

## Транспорт
На участке от Гражданского проспекта до проспекта Культуры существует линия троллейбусного сообщения. На участке от Гражданского проспекта до конечной станции у Светлановского проспекта ходят троллейбусы № 6 и № 38. На этом же участке, а также на участке от улицы Композиторов до Суздальского шоссе проходит маршрут троллейбуса № 21 (используются троллейбусы с увеличенным автономным ходом). Остальная часть линии по проспекту в маршрутном движении не используется.
На участке от Выборгского шоссе до улицы Жени Егоровой организовано трамвайное движение. По этой линии курсирует маршрут № 58. Рядом с проспектом расположено 4 трамвайных конечных станции (у Светлановского проспекта, проспекта Культуры, проспекта Энгельса и улицы Жени Егоровой).
Также по проспекту проходит ряд автобусных маршрутов. У пересечения с проспектом Культуры располагается автобусное кольцо.

## Пересечения
- Гражданский проспект
- улица Ушинского
- Светлановский проспект
- улица Демьяна Бедного
- проспект Культуры (частичная развязка)
- проспект Художников
- проспект Энгельса (частичная развязка)
- улица Симонова (в проекте)
- улица Композиторов
- улица Жени Егоровой
- Выборгское шоссе (развязка)

## Спорт
По проспекту пролегала трасса 100-километрового пробега «Испытай себя», который проводился в сентябре.